# フランケンシュタイン (2004年の映画)
『フランケンシュタイン』（原題: Frankenstein）は、2004年のアメリカ合衆国、スロバキアのテレビ・ミニシリーズ。後にテレビ映画として再編集された。

## キャスト
※（）は日本語吹き替え
- 怪物 - ルーク・ゴス（清水明彦）
- ヴィクター・フランケンシュタイン - アレック・ニューマン（平田広明）
- キャロライン・フランケンシュタイン - ジュリー・デルピー（桐山ゆみ）
- ウォルドマン教授 - ウィリアム・ハート（水野龍司）
- ウォルトン船長 - ドナルド・サザーランド（土師孝也）
- エリザベス - ニコール・ルイス（山本雅子）
- ジュスティーヌ - モニカ・ヒルメロヴァ
- ヘンリー - ダン・スティーヴンス（内田夕夜）